# Ткачик буроголовий
Тка́чик буроголовий (Ploceus insignis) — вид горобцеподібних птахів ткачикових (Ploceidae). Мешкає в Центральній Африці.

## Опис

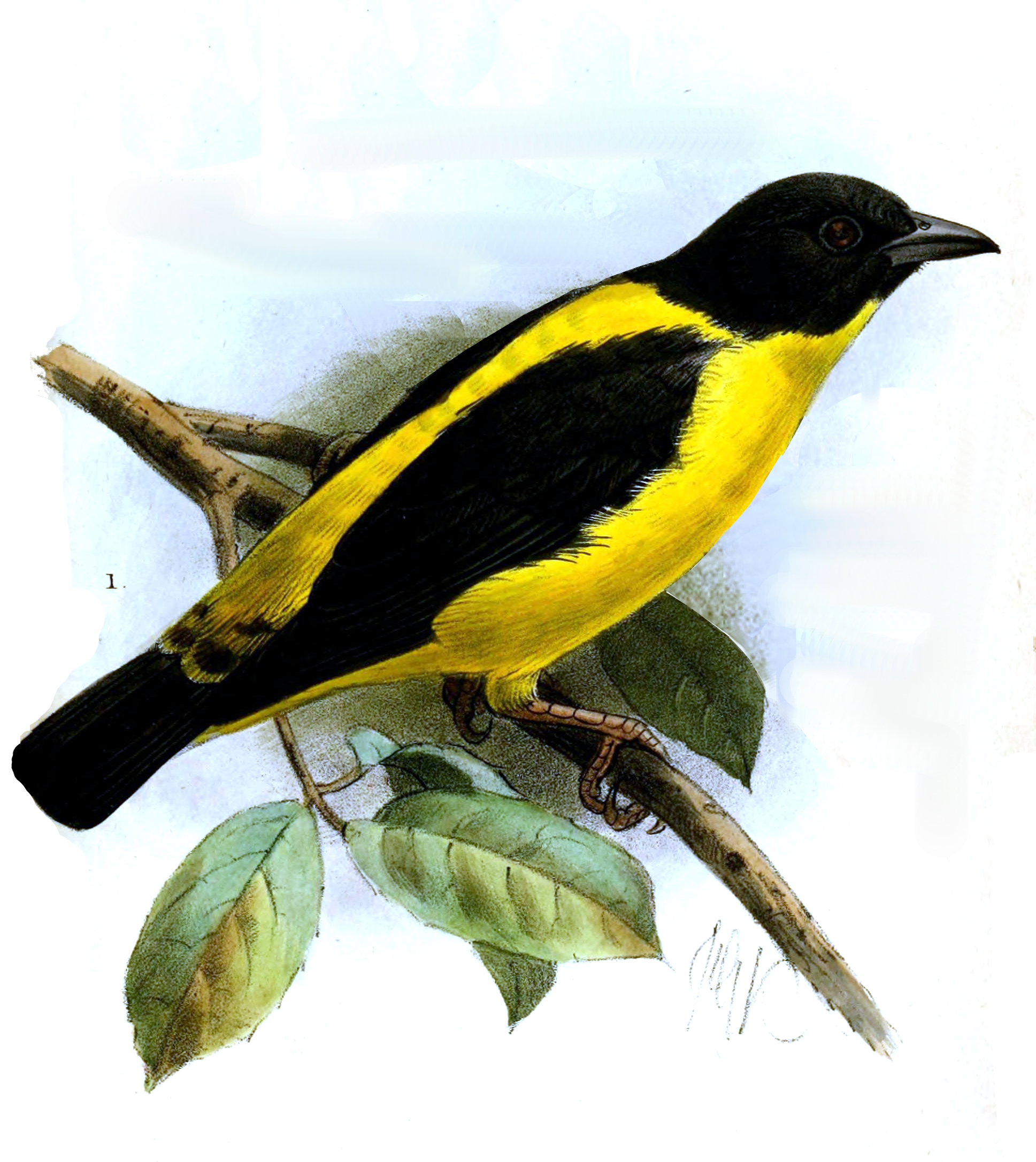
Буроголовий ткачик

Довжина птаха становить 14 см, вага 26-30 г. Самці мають переважно яскраво-жовте забарвлення. Голова, горло, крила і хвіст у них чорні, лоб, тім'я і потилиця каштанові, на грудях жовта пляма. у самиць верхня частина голови чорна. Молоді птахи мають дещо блідіше забарвлення, голова і них чорнувато-зелена, поцяткована жовтуватими плямками.

## Поширення і екологія
Буроголові ткачики мешкають в горах Камерунської лінії, в Нігерії, Камеруні та на острові Біоко, в горах Альбертинського рифту і Великого рифту в Кенії, Танзанії, Уганді, Руанді, Бурунді, Демократичній Республіці Конго, в також в Південному Судані і Анголі. Вони живуть у вологих гірських і рівнинних тропічних лісах та на плантаціях, зустрічаються на висоті від 1200 до 3000 м над рівнем моря. Живляться комахами і плодами. Буроголові ткачики є, імовірно, моногамними. Гніздяться парами. В кладці 2 блакитнуватих яйця, поцяткованих коричневими плямками.